# Черен септември (Йордания)
Вижте пояснителната страница за други значения на Черен септември.
Черният септември (на арабски: أيلول الأسود) е термин, отнасящ се до гражданската война в Йордания, която започва през септември 1970 и приключва през юли следващата година. Конфликтът се води между два основни компонента на йорданското население, палестинците, представлявани от Организацията за освобождение на Палестина (ООП), под ръководството на Ясер Арафат, и местните йорданци, представлявано от йорданските въоръжени сили под ръководството на крал Хюсеин. Същността на гражданската война е да се определи дали Йордания да бъде управлявана от Организацията за освобождение на Палестина или от Хашемитската монархия. Войната води до смъртта на хиляди хора, повечето от които са палестинци. Въоръжен конфликт завършва с изгонването на ръководството на ООП и хиляди палестински бойци към Ливан.